# ويليام أ. بارك
ويليام أ. بارك هو سياسي كندي، ولد في 27 يونيو 1853، وتوفي في 8 يونيو 1924. انتخب عضو الجمعية التشريعية لنيو برونزويك ‏.